# Список флагов Хорватии
Здесь представлен флагов, которые ранее использовались, или по сей день используются в Хорватии или хорватами.

## Современные флаги

### Президентский штандарт
| Флаг | Дата            | Использовать                 | Описание |
| ---- | --------------- | ---------------------------- | --- |
|      | 1 ноября 1990 – | Штандарт Президента Хорватии | Квадрат в голубом поле с каймой из красных и белых квадратов; в центре вариация национального герба и красно-бело-синяя лента с буквами «RH» (Republika Hrvatska). |

### Морские флаги
| Флаг | Дата              | Использование                                                  | Описание                                                                                         |
| ---- | ----------------- | -------------------------------------------------------------- | ------------------------------------------------------------------------------------------------ |
|      | 21 декабря 1990 – | Гражданский и государственный флаг Хорватии                    | Идентичен государственному флагу, но с пропорцией 2:3.                                           |
|      | 1 марта 1999 –    | Военно-морской энсин Хорватии (Хорватский военно-морской флот) | С двумя скрещенными якорями за гербом.                                                           |
|      | 1 марта 1999 –    | Военно-морской гюйс Хорватии                                   | Синее поле с красной и белой каймой, с национальным гербом и двумя скрещенными якорями в центре. |

## Исторические флаги
| Flag | Date                                              | Use | Description                                                      |
| ---- | ------------------------------------------------- | --- | ---------------------------------------------------------------- |
|      | 27 июня ― 21 декабря 1990                         | Ранний флаг Республики Хорватия. Также флаг хорватских эмигрантских организаций с 1945 года                                        | Пропорции 1:2.                                                   |
|      | 2 июня, 1945 – 27 июня 1990                       | Флаг Социалистической Республики Хорватия (в составе СФРЮ).                                                                        | Пропорции 1:2.                                                   |
|      | 15 декабря 1943 – 2 июня 1945                     | Ранний флаг социалистической Хорватии. Также использовался хорватскими отрядами югославских партизан во время Второй мировой войны | Пропорции 1:2.                                                   |
|      | 9 октября 1941 – 25 марта 1942                    | «Флаг сербско-хорватской дружбы», ранний флаг партизанского движения                                                               | Левая часть ―хорватские цвета, правая ― сербские. Пропорции 2:3. |
|      | 21 ноября 1939 – 17 октября 1943 (21 января 1941) | Флаг Хорватской бановины (в составе Королевства Югославия). Использовался de facto в 1939–1941; был официальным в 1939–1943.       | Пропорции 2:3.                                                   |
|      | 1918                                              | Флаг Государства словенцев, хорватов и сербов                                                                                      | Пропорции 1:2.                                                   |
|      | 1860 – 1918                                       | Флаг Королевства Хорватии и Славонии (в составе Австро-Венгрии). Официально использовался на всех властных уровнях в империи.      | Пропорции 2:3.                                                   |
|      | 1860 – 1918                                       | Флаг Королевства Хорватии и Славонии (в составе Австро-Венгрии). Использовался внутри королевства, вне его не был официальным.     | Пропорции 2:3.                                                   |
|      | 8 марта 1852 – 1860                               | Флаг Королевства Хорватия (в составе Австрийской империи). Официально использовался на всех властных уровнях в империи.            | Пропорции 1:2                                                    |
|      | 1848 – 1852                                       | Флаг Королевства Хорватия (в составе Австрийской империи). На общегосударственном уровне не использовался.                         | Пропорции 1:2                                                    |
|      | Начало XIX века – 1848                            | Неофициальный флаг Королевства Хорватия в составе Австрийской империи                                                              |                                                                  |

### Независимое государство Хорватия
| Флаг | Дата                        | Использование                                              | Описание                                                                           |
| ---- | --------------------------- | ---------------------------------------------------------- | ---------------------------------------------------------------------------------- |
|      | 30 апреля 1941 – 7 мая 1945 | Флаг Независимого государства Хорватия (НГХ).              | В левом верхнем углу ― буква «U», один из символов движения усташей. Пропорции 2:3 |
|      | 30 апреля 1941 – 7 мая 1945 | Военный флаг Независимого государства Хорватия.            | Пропорции 2:3                                                                      |
|      | 1941–1945                   | Штандарт поглавника Независимого государства Хорватия      |                                                                                    |
|      | 1941 - 1944/1945            | Флаг ВМФ Независимого государства Хорватия                 |                                                                                    |
|      | 1944–1945                   | Флаг ВМФ Независимого государства Хорватия с 1944 года     |                                                                                    |
|      | 1941–1945                   | Флаг ВВС Независимого государства Хорватия                 |                                                                                    |
|      | 1941–1945                   | Флаг министра обороны НГХ.                                 |                                                                                    |
|      | 1941–1945                   | Флаг министра в правительстве НГХ                          |                                                                                    |
|      | 1941–1945                   | Флаг маршала НГХ.                                          |                                                                                    |
|      | 1941–1945                   | Флаг командующего вооружёнными силами НГХ.                 |                                                                                    |
|      | 1941–1945                   | Адмиральский флаг НГХ.                                     |                                                                                    |
|      | 1941–1945                   | Вице-адмиральский флаг Независимого государства Хорватия.  |                                                                                    |
|      | 1941–1945                   | Контр-адмиральский флаг НГХ.                               |                                                                                    |
|      | 1941–1945                   | Флаг пехотных, артиллерийских и прочих генералов НГХ.      |                                                                                    |
|      | 1941–1945                   | Флаг генерал-лейтенанта Независимого государства Хорватия. |                                                                                    |
|      | 1941–1945                   | Генеральский флаг Независимого государства Хорватия.       |                                                                                    |

### Исторические региональные флаги
| Флаг | Дата                  | Использование                                     | Описание                                                            |
| ---- | --------------------- | ------------------------------------------------- | ------------------------------------------------------------------- |
|      | 1820-1918             | Флаг Королевства Далмация.                        | Две горизонтальные полосы синего и золотого цветов. Пропорции 1:2.  |
|      | 1852-1860             | Флаг Королевства Славония                         | Две горизонтальных полос синего и серебряного цветов. Пропорции 1:2 |
|      | 1850'-1852; 1860–1918 | Флаг Королевства Славония                         | Пропорции 1:2                                                       |
|      | 1779-1924             | Флаг Corspus separatum Риека                      | Исторический флаг города Риека.                                     |
|      | 1849-1918             | Флаг Маркграфства Истрия (в Австрийском Приморье) | Исторический флаг региона Истрия.                                   |
|      | 1358-1808             | Флаг Дубровницкой республики                      | На флаге изображён Святой Власий, покровитель Дубровника            |

### Исторические флаги (средневековье)
| Флаг | Дата | Использование                            | Описание |
| ---- | ---- | ---------------------------------------- | --- |
|      | 1444 | Флаг хорватских войск в битве при Варне  | Стяг хорватских войск (белый фон с чёрным крестом) под командованием Франко Таловаца в битве при Варне.                           |
|      | 1444 | Флаг хорватских войск в битве при Варне  | Стяг (чёрный флаг) Рафаэля Херчега, епископа боснийского, в битве при Варне.                                                      |
|      | 1526 | Флаг хорватских войск в битве при Мохаче | Флаг хорватских войск в битве при Мохаче, который нёс один из капитанов хорватского бана.                                         |
|      | 1526 | Флаг хорватских войск в битве при Мохаче | Флаг хорватских войск в битве при Мохаче (флаг Святого Андрея)                                                                    |
|      | 1526 | Флаг хорватских войск в битве при Мохаче | Флаг хорватских войск в битве при Мохаче (красный фон с крестом)                                                                  |
|      | 1526 | Флаг хорватских войск в битве при Мохаче | Флаг хорватских войск в битве при Мохаче (разделён на две части: верхняя с красным фоном и крестом, нижняя ― бело-красного цвета) |
|      | 1526 | Флаг хорватских войск в битве при Мохаче | Флаг хорватских войск в битве при Мохаче (флаг династии Арпадов)                                                                  |
|      | 1526 | Флаг хорватских войск в битве при Мохаче | Флаг хорватских войск в битве при Мохаче (поделён на красную и белую части с копьями)                                             |
|      | 1526 | Флаг хорватских войск в битве при Мохаче | Флаг хорватских войск в битве при Мохаче (венгерский)                                                                             |

## Флаги муниципальных образований
| Флаг | Использование                       | Описание                                                                                           |
| ---- | ----------------------------------- | -------------------------------------------------------------------------------------------------- |
|      | Флаг жупании Бьеловарско-Билогорска | Горизонтальный жёлтый и зелёный флаг с гербом жупании по центру.                                   |
|      | Флаг жупании Бродско-Посавска       | Синий фон с двумя белыми диагональными полосами и гербом жупании по центру.                        |
|      | Флаг жупании Дубровачко-Неретванска | Горизонтальный красный и белый флаг с гербом жупании по центру.                                    |
|      | Флаг жупании Истарска               | Горизонтальный голубой и зелёный флаг с гербом жупании по центру.                                  |
|      | Флаг жупании Карловачка             | Горизонтальный красный и жёлтый флаг с гербом жупании по центру.                                   |
|      | Флаг жупании Копривничко-Крижевачка | Ортогонально поделённый на четыре части красно-синий флаг с гербом жупании по центру.              |
|      | Флаг жупании Крапинско-Загорска     | Красный фон с узкими золотыми полосками сверху и снизу и с гербом жупании по центру.               |
|      | Флаг жупании Личко-Сеньска          | Белый фон с голубыми полосками сверху и снизу и с гербом жупании по центру.                        |
|      | Флаг жупании Меджимурска            | Вертикальный белый и красный флаг с гербом жупании по центру.                                      |
|      | Флаг жупании Осьечко-Бараньска      | Тёмно-синий фон с узкой белой полоской посередине и с гербом жупании по центру                     |
|      | Флаг жупании Пожешко-Славонска      | Непропорциональный горизонтальный зелено-жёлто-зелёный флаг с гербом жупании по центру.            |
|      | Флаг жупании Приморско-Горанска     | Светло-голубой горизонтальный флаг с гербом жупании по центру между двумя узкими белыми полосками. |
|      | Флаг жупании Шибенско-Книнска       | Светло-голубой горизонтальный флаг с гербом жупании по центру между двумя узкими белыми полосками. |
|      | Флаг жупании Сисачко-Мославачка     | Синий фон с узкими красной и белой полосками слева и с гербом жупании по центру.                   |
|      | Флаг жупании Сплитско-Далматинска   | Неравные вертикальные части жёлтого и белого цветов с гербом жупании по центру жёлтой части.       |
|      | Флаг жупании Вараждинска            | Пять горизонтальных красных и белых полос с гербом жупании в левой части                           |
|      | Флаг жупании Вировитичко-Подравска  | Горизонтальные голубая, белая, голубая полосы с гербом жупании по центру.                          |
|      | Флаг жупании Вуковарско-Сриемска    | Пять горизонтальных жёлтых и белых полос с гербом жупании по центру                                |
|      | Флаг жупании Задарска               | Горизонтальные белый и синий цвета, отделённые волнистой линией с гербом жупании по центру         |
|      | Флаг жупании Загребачка             | Пять горизонтальных зелёных и белых полос с гербом жупании по центру                               |
|      | Флаг Загреба                        | Герб города на синем фоне                                                                          |

## Прочие флаги
| Флаг | Дата                 | Использование                             | Описание |
| ---- | -------------------- | ----------------------------------------- | --- |
|      | 1905 ― 1918          | Флаг сербско-хорватской дружбы            | Сочетание хорватского и сербского триколоров, с зелёным гребнем два рукопожатия (на данном изображении не показан). |
|      | 1992 ― 1994          | Флаг в Хорватской республики Герцег-Босна | Триколор красного, белого и синего цветов с государственным гербом в центре.                                        |
|      | С 9 апреля 2005 года | Флаг сербов в Хорватии                    | Сербский триколор                                                                                                   |
|      |                      | Флаг итальянцев в Хорватии                | Флаг Италии |